# 森山昭雄
森山 昭雄（もりやま あきお、1942年 - ）は、日本の地理学者、市民活動家。愛知教育大学名誉教授。
様々な市民運動に関わり、中でも丸刈り校則撤廃運動では闘争のリーダーとして活躍した。森山の地元の愛知県岡崎市は、頭髪自由化運動の発祥の地とされた。

## 来歴

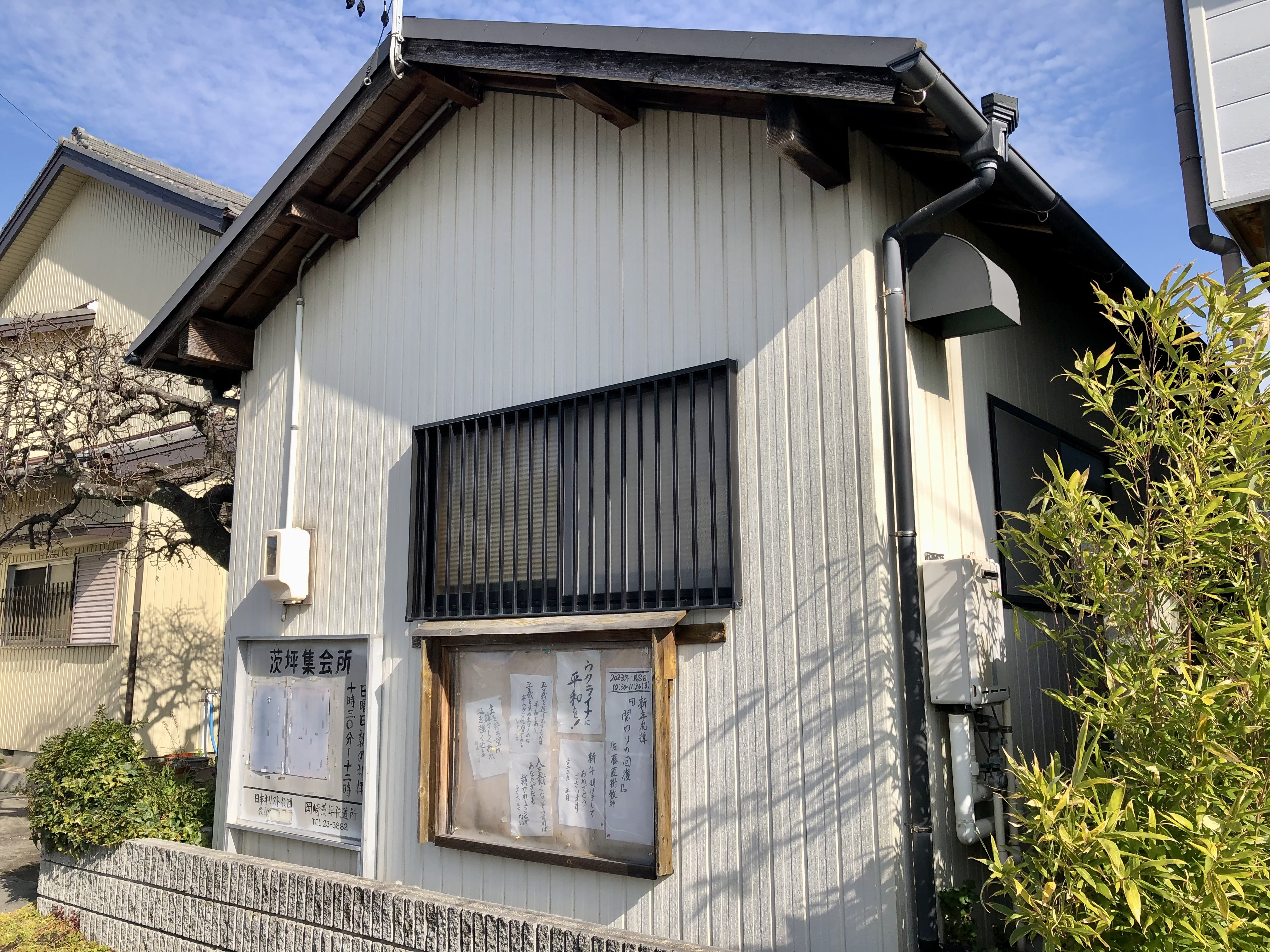
森山が仲間とともに立ち上げた日本基督教団岡崎茨坪伝道所

東京都出身。1962年、日本基督教団の本所緑星教会（墨田区）で洗礼を受けた。東京都立大学理学部卒業。同大学院理学研究科地理学専攻に進み、中退。
1968年、愛知教育大学に助手として就職し、大学本部のある岡崎市へ移住。キリスト教信者として同市八幡町にある日本基督教団岡崎教会に籍を置く。1977年4月、岡崎教会を出て、仲間とともに「西三河聖書研究会」を発足させた。1979年4月、井田町の自宅の敷地に茨坪（ばらつぼ）集会所を完成させ、以後、そこを拠点に活動。1981年9月、西尾教会の杉本誠牧師の尽力により、集会所は日本基督教団中部教区の認可を受け、岡崎茨坪伝道所として再スタートした。
1982年3月、前年に発生した岡崎市立城北中学校3年生の自殺事件に関し、市当局が原因の説明を拒んだため、同市在住の愛知教育大学教授の影山健が「岡崎の教育を考える会」（略称：市民の会）を発足させた。数年のち、岡崎市立葵中学校に通っていた森山の長男と次男がいじめと教師の体罰により不登校となる。岡崎市では、網羅的な校則と強権的指導を中心とする管理教育が早くから推し進められており、森山は子どもの不登校をきっかけとして、同僚が立ち上げた「市民の会」に入会した。
1985年5月8日、葵中学校の校長と教諭に対し、丸刈り校則の廃止を求める「頭髪規制緩和についての要望書」を提出。森山の要望を受けて葵中学校は1986年4月、校則から「丸刈り」を削除。しかし新入生パンフレットの「男子は丸刈りとする」との文言はそのままにされ、1987年3月の新入生説明会でも「男子生徒は9ミリ以下の丸刈りとする」ことが強調された。
自民党議員により提出された国家秘密法案（スパイ防止法案）は1985年の国会で審議未了廃案になっていたが、全国各地で制定反対運動が起こり、1987年、岡崎市でも「国家秘密法はいやだ！ 緊急市民連絡会」が結成された。森山が団体代表に一旦就任するが、後述する丸刈り規制撤廃運動で多忙を極めることとなり、急遽、西尾教会の杉本誠が連絡会の代表を引き継いだ。
1987年4月、葵中学校に入学した森山の三男は、入学時から男子の中でただ一人長髪登校を続けた。担任教師に「髪を切ってこい」と何度も命じられるも、これを拒否した。森山は市民2,905人の反対署名を集め、6月5日、「頭髪は身体の一部であり、強制的に規正するのは憲法で保障された人格権の侵害」として岡崎市議会に、丸刈りとおかっぱの強制廃止を求める陳情書を提出した。6月16日、市議会教育福祉委員会で陳情書の審議が行われるが、市教育委員会は「熊本丸刈り訴訟」における熊本地裁の判決を引き合いに「頭髪規正は憲法違反ではないと解釈している」と答弁し議論は平行線をたどった。
同年7月25日、市民団体「中学生の頭髪の自由化を求める市民の集い」の発足集会が岡崎市せきれいホールで開かれ、森山は代表に就任した。反対運動に対し、俵萌子、浅井慎平、毛利子来、なだいなだ、森英樹らから激励の手紙が届いた。7月27日、森山は名古屋弁護士会（現・愛知県弁護士会）の人権擁護委員会に人権侵犯救済の申し立てを行った。8月19日、名古屋法務局岡崎支局を訪問。人権相談の形をとって学校との交渉の経過などを話し、頭髪規則についての調査を求めた。12月20日、「中学生の頭髪の自由化を求める市民の集い」は「校則規則を吹き飛ばそう」というメッセージを込めてロックコンサートを東公園で開催。岡崎と名古屋の三つのバンドが出演し、最後に観客をステージに招いてビートルズの「ヘイ・ジュード」をともに歌った。森山らの活動は新聞、テレビで全国的に紹介され、専門雑誌でも取り上げられるようになった。
1988年4月25日、文部省初等中等教育局長は都道府県教育委員会に対し、校則の見直しを指示。管理教育の雪どけが始まる。同年6月2日、「中学生の頭髪の自由化を求める市民の集い」は、全国から集まった約16,600人の署名を添えて、「中学生の一律頭髪規制をやめてください」と題する請願書を市議会に提出。請願は6月22日の本会議で討論がなされるも賛成は2名のみで、「保留」となった。
1991年3月30日から31日にかけて、「岡崎の教育を考える市民の会」「中学生の頭髪の自由化を求める市民の集い」の会員らによる『さよなら管理教育』全国集会が岡崎市勤労文化センターで開催。森山は全国に呼びかけ、中高生、親、教師、市民団体「牛久市中学生の頭髪自由化を実現する会」メンバー、福島県や鹿児島県の市民運動家など、200人あまりが参加した。同年7月19日、岡崎市立南中学校の大須賀明彦校長は終業式の席上、2学期から頭髪を自由化する方針を明らかにし、同年9月から同校において市内で初めて男子の頭髪の自由化が実施された。
1994年11月27日、西尾市立東部中学校の2年生の男子生徒が同級生11人からいじめを受け、110万円もの現金を脅し取られたことを苦にして自殺。「愛知県西尾市中学生いじめ自殺事件」として広く知られることとなったこの事件で、愛知県教育委員会は校長、教頭の処分の際、市教委から提出された「内申」の文書を非公開とする決定をした。「岡崎の教育を考える市民の会」の代表として森山はこの決定に異を唱え、県公文書公開条例に基づき公開請求した。非公開の決定→異議申し立て→異議申し立て棄却となるも森山はあきらめず、文書公開を求め、1996年7月25日に名古屋地裁に提訴した。1997年11月26日、名古屋地裁の野田武明裁判長は非公開を決定した県教委の措置を支持し、森山の請求を棄却した。1999年6月15日、最高裁は請求を退けた2審判決を支持し、森山の上告を棄却した。
1990年代からは、愛知万博に伴う自然破壊を止めさせる市民運動に関わった。「国営瀬戸会場の森里山公園構想をすすめる連絡会」代表に就いた。
2005年、定年退職。愛知教育大学名誉教授に就任。

## 編著書
- 森山昭雄『丸刈り校則 たった一人の反乱』風媒社、1989年3月31日。ISBN 978-4833109321。
- 森山昭雄 編『全国縦断 丸刈り強制イヤです！』風媒社、1992年3月15日。ISBN 978-4833109413。
- 森山昭雄、梅沢広昭 編『日本人の忘れもの―「海上の森」はなぜ貴重か？』名古屋リプリント、2000年6月。
- 森山昭雄、米倉伸之、岡田篤正 編『大学テキスト 変動地形学』古今書院、2001年1月。ISBN 978-4772250511。
- 森山昭雄『キリスト教の〇と× 内部からのキリスト教批判』デザインエッグ、2018年8月。